# HIStory/Ghosts
"HIStory/Ghosts" foi o último single do álbum de remixes Blood on the Dance Floor, de Michael Jackson. "HIStory" foi lançada no álbum HIStory: Past, Present and Future – Book I, porém não havia sido lançada como single. Já "Ghosts" é uma canção nova e exclusiva do álbum de remixes Blood on the Dance Floor. O single chegou ao Top 5 no Reino Unido.

## HIStory
Composta em 1995, "HIStory" foi a 13ª faixa do álbum HIStory: Past, Present and Future – Book I, mas não foi lançada como single. Então, quando o remix da música foi produzido por Tony Moran, a Sony decidiu lançar a música como single. "HIStory" foi o lado-A do single.

### Videoclipe
O videoclipe do remix da música mostra uma mulher utilizando óculos de realidade virtual, onde ela "vai" para uma balada, na qual são exibidos vídeos e performances de Michael. Os vídeos que são exibidos no Clipe são: "In The Closet", "Don't Stop Til' You Get Enough", "Scream/Childhood", "Black or White", "Jam", "Remember The Time", "Earth Song", "Man In The Mirror", partes da Bad World Tour e Dangerous World Tour e do Curta-Metragem "Ghosts". Um videoclipe mais elaborado da música seria gravado, porém isto não aconteceu porque Michael estava em turnê e não pôde comparecer às filmagens do clipe.

## Ghosts
"Ghosts" foi uma das cinco novas faixas do álbum. Ela foi escrita, composta e produzida por Michael e Teddy Riley.
O videoclipe da música foi tirado de uma sequência de imagens do curta "Michael Jackson's Ghosts", produzido e encenado por Michael. Jackson revelou o curta no Festival de Cannes, como parte da promoção do álbum. Foi lançado nos cinemas dos EUA em outubro de 1996, quanto o Reino Unido, ele estreou no Odeon Leicester Square, em maio de 1997. O filme foi escrito por Jackson e Stephen King e dirigido por Stan Winston. A história foi baseada a respeito dos eventos e do isolamento que Jackson sentiu depois que ele foi acusado de abuso sexual em 1993. O videoclipe ganhou o prêmio de Bob Fosse de melhor coreografia em um videoclipe.
Na trama, o Maestro — interpretado por Jackson — é perseguido para fora da sua cidade, pelos moradores e o prefeito — quem deliberadamente é muito parecido com Tom Sneddon, um promotor que conduziu o inquérito de abuso sexual infantil contra Jackson vários anos anteriormente — porque acreditam que ele seja uma "aberração". O filme foi concebido com uma continuação de Thriller. Possui muitos efeitos especiais e movimentos de dança coreografada. O filme inclui músicas além de Ghosts, as canções Is It Scary e 2 Bad. O vídeo de Ghosts tem mais de trinta e oito minutos de duração e detinha o recorde mundial do Guinness Book como o vídeo da música mais longo do mundo. A versão curta é incluída no Michael Jackson Vision Video Collection.

## Single
UK #1 (HIStory/Ghosts)
1. "HIStory" (Tony Moran's 7" HIStory Lesson Edit) – 4:09
2. "HIStory" (Radio Edit) – 3:58
3. "Ghosts" (Radio Edit) – 3:50
4. "Ghosts" (Mousse T's Club Mix) – 6:03

UK #2 (HIStory)
1. "HIStory" (Tony Moran's HIStory Lesson) – 8:00
2. "HIStory" (Tony Moran's HIStorical Dub) – 7:56
3. "HIStory" (MARK!'s Vocal Club Mix) – 9:10
4. "HIStory" (The Ummah Radio Mix) – 4:59
5. "HIStory" (The Ummah Urban Mix) – 4:19

## Posições nas paradas musicais
| Parada musical (1997)                     | Melhor posição |
| ----------------------------------------- | -------------- |
| Austrália - Australian Singles Chart      | 43             |
| Áustria - Austrian Singles Chart          | 36             |
| Bélgica - Belgium (VI)                    | 17             |
| Bélgica - Belgium (Wa)                    | 10             |
| Países Baixos - Netherlands Singles Chart | 14             |
| Finlândia - Finnish Singles Chart         | 16             |
| França - French Singles Chart             | 26             |
| Nova Zelândia - New Zealand Singles Chart | 29             |
| Suécia - Swedish Singles Chart            | 12             |
| Suíça - Swiss Singles Chart               | 16             |
| Reino Unido - UK Singles Chart            | 5              |